# Weltunion katholischer Frauenverbände
Die Weltunion katholischer Frauenverbände (englisch World Union of Catholic Women’s Organisations (WUCWO), italienisch Unione Mondiale delle Organizzazioni Femminili Cattoliche) ist eine im Jahr 1910 gegründete geistliche Gemeinschaft von Laien mit Sitz in Rom.
Ihren Ursprung fand sie in der christlichen Frauenbewegung und wurde vom Päpstlichen Rat für die Laien als Vereinigung von Gläubigen anerkannt und in das vom Rat geführte Register der internationalen Laiengemeinschaften aufgenommen. Die Nichtregierungsorganisation hat einen Beraterstatus beim Wirtschaft- und Sozialrat der UNO, bei der Welternährungsorganisation, der Internationalen Arbeitsorganisation (ILO), der UNESCO, der UNICEF und dem Europarat. Die Weltunion vertritt 90 Mitgliedsorganisationen in 59 Ländern.

## Geschichte
Im Jahre 1910 schlug Vicomtesse Marthe de Vélard (1859–1949), die Präsidentin der Patriotischen Liga der französischen Frauen („Ligue patriotique des Françaises“, LPDF) sowie des Standes der Frauen innerhalb der Katholischen Aktion („Action Catholique Générale Féminine“, ACGF), vor, in Zusammenarbeit mit der „Association Catholique Internationale de Services pour la Jeunesse Féminine“ (ACISJF) eine Vereinigung katholischer Frauen für die ganze Welt zu gründen.

### Die Jahre der Gründung
Das erste Treffen hierzu fand in Brüssel statt, der Initiativausschuss bestand aus Vertreterinnen von Frauenverbänden aus Deutschland, England, Österreich, Belgien, Brasilien, Spanien, Frankreich, Portugal, Schweiz und Uruguay sowie einige Delegierte der ACISJF. Mit Unterstützung der Erzbischöfe von Mecheln-Brüssel (Désiré-Joseph Mercier) und Paris (Léon-Adolphe Amette) konnte der Ausschuss die Gründungssatzung beschließen.
Die nächste beratende internationale Versammlung fand 1911 in Madrid statt. Als Beratungsthemen standen die „Bedrohung durch die Freimaurer“, die „Arbeits- und Lohnverhältnisse der Frauen“ und die „moralische Stellung der Frau“ im Vordergrund. Als weitere Verbände schlossen sich Frauenorganisationen aus Argentinien, Kanada, den USA, Ungarn, Luxemburg und Polen an.
Die 3. Internationale Versammlung wurde 1912 in Wien abgehalten, zur Diskussion standen „Ethik und Moral“, „Religionsunterricht“ und „Frauen in der Arbeitswelt“. Es wurde ein Ausschuss zur Ausarbeitung einer Satzung gegründet.
1913 wurde auf der 4. Tagung in London die Satzung verabschiedet, die von Papst Pius X. (1903–1914) genehmigt wurde. Laut Beschluss übernahm die Versammlung den Namen „Internationale Vereinigung der Katholischen Frauen-Liga“. Die Vereinigung umfasst nun 27 Frauenorganisationen aus 17 Ländern, zur ersten internationalen Präsidentin wurde Gräfin Wodzicka (Polen) gewählt und durch den Heiligen Stuhl bestätigt. Während des Ersten Weltkriegs und in der Nachkriegszeit fanden bis 1921 keine Aktivitäten statt. Der Vorstand hielt jedoch die Verbindung zum Vatikan und einzelnen Frauenverbänden aufrecht.

### Neubeginn
1921 traf sich der geschäftsführende Vorstand der Internationalen Frauenliga in Krakau und bereitete das fünfte Internationale Welttreffen vor, welches in Rom stattfinden sollte. Unter dem Motto „Bewahrung und Verbreitung des Glaubens“ fand dann 1922 der 5. Internationale Kongress statt. Zur neuen Präsidentin wurde die Niederländerin Steenberghe-Engeringh gewählt. Sie blieb 30 Jahre in unterschiedlichsten Gremien und Funktionen in der Frauenorganisation und gilt als eine der historischen Frauen in der Geschichte der Weltorganisation.
Die 6. Hauptversammlung fand 1925 wiederum in Rom statt, sie stand unter dem Leitthema „Gefahren bedrohen die Familie und durch sie die ganze Gesellschaft“. Die Präsidentin Steenberghe-Engeringh wurde in ihrem Amt bestätigt.
1926 wurde in Gent ein ständiges Sekretariat errichtet, vom Heiligen Stuhl wird ein beratender Kaplan bestellt und zur neuen Präsidentin wurde die Belgierin Christine de Hemptinne (1895–1984) gewählt und von Rom bestätigt.
Die 7. Ratsversammlung wurde 1928 in Den Haag abgehalten, gleichzeitig wurde die Einrichtung von Studienwochen beschlossen. Auf diesen Wochen sollten in Zukunft die Jahresversammlungen vorbereitet werden, als nächster Termin wurde 1930 festgelegt.
Mit der 8. Internationalen Versammlung in Rom, die unter dem Leitfaden „Der Wiederaufbau der moralischen Familie“ stand, begann eine neue Phase. Die Diskussionsthemen für die zukünftigen Sitzungen des Weltrates wurden von nun an in vorhergehenden Studien, die erste Studienwoche fand 1932 in Luzern statt, erarbeitet. Es wurde eine Delegierte zum ILO entsandt, die in der Kommission für Frauenfragen vertreten war, die Zwischenräume zu den Internationalen Hauptversammlungen wurden auf vier Jahre festgelegt.
Die 9. Generalversammlung fand 1934 mit dem Leitthema „Prinzipien der Bildung durchdringen Familie und Gesellschaft“. An dieser Versammlung nahmen 512 Delegierte teil, die 46 Erwachsenenverbände und 13 Jugendorganisationen vertraten, zu den Teilnehmern gehörten auch viele Priester.
1937 stand die 10. Versammlung unter dem Motto „Katholische Frauen und die Wiederherstellung des Christentums in der heutigen Gesellschaft“. Der Tag der Jugend wurde vom Thema „Das Apostolat der Bekehrung“ geleitet. Die Weltunion zählte nun 55 Mitgliedsorganisationen aus 32 Ländern und vertrat durch die Frauenunion annähernd 25 Millionen Frauen.
Der Zweite Weltkrieg führte erneut zu einer erzwungenen Einschränkung der Arbeit, einige Büros in Europa wurden durch die Nationalsozialistische Herrschaft geschlossen, Führungspersonen wurden verhaftet und teilweise verfolgt.

### Wiederaufbau nach 1945
Zum Jahresende 1945 konnten die ersten Kontaktaufnahmen zu den nationalen Frauenorganisationen erneut aktiviert werden. Nach einer weiteren vorbereitenden Studienwoche wurde 1947 der 11. Internationale Kongress unter dem Leitthema „Christliche Frauen - Beitrag zur menschlichen Gemeinschaft“. Die Weltunion der katholischen Frauen wurde in weitere Weltorganisationen der UN und Internationalen Frauen- und Jugendverbänden als Beratungsorgan berufen.
1950 begann die beratende Studienwoche für die 12. Internationale Versammlung im Jahre 1951, sie wurde im schweizerischen Freiburg unter dem Motto „Internationales Leben“ abgehalten. Von dieser Versammlung wurde eine richtungsweisende Erklärung veröffentlicht, in der auf die Bedeutung der katholischen Frauen in einer neuen internationalen Gesellschaft hingewiesen wurde. Es wurde eine neue Satzung vorgelegt, die 1952 dem vatikanischen Staatssekretariat zur Genehmigung vorgelegt wurde. Der damalige Stellvertreter des Staatssekretärs Giovanni Battista Montini und spätere Papst Paul VI. (1963–1978) kommentierte den Satzungsentwurf und ließ Änderungen einarbeiten, die aber nicht vom Präsidium übernommen wurden. Das Präsidium wählte von jetzt an, aus drei Vorschlägen, eine nicht vom Heiligen Stuhl eingesetzte Präsidentin. Als oberstes Leitungsorgan richtete die Weltunion die Generalversammlung ein.
Auf der 13. Generalversammlung in Rom, die unter dem Leitfaden „Frieden in der Welt und der Beitrag der katholischen Frauen“ stand, wurden 1952 die neuen Statuten angenommen und ein neues Präsidium gewählt. Die Organisation trug von jetzt an den offiziellen Namen „Weltunion der Katholischen Frauenorganisation“ und führte die Abkürzung „WUCWO“ (nach der englischen Bezeichnung). Die Generalversammlung wählte ihre erste, nicht vom Heiligen Stuhl ernannte, frei gewählte Präsidentin. Mit Marie du Rostu stand eine Französin an der Spitze der Weltunion, die nun 166 Organisationen aus 66 Ländern der Welt zu ihrem Bestand zählte.
1954 beschloss die Vollversammlung weitere organisatorische Änderungen der Satzung und glich die Ausführungsbestimmungen an die internationalen Begebenheiten an. 1957 wurde mit der 14. Generalversammlung die Reihe der Weltversammlungen fortgesetzt, die Weltunion verzeichnete einen kontinuierlichen Zuwachs und wurde im Rahmen der Weltentwicklung und zu Fragen der Frauen ein wichtiges Beratungsgremium. Der Wiederaufbau erlebte 1961 mit der Feier zum 50. Geburtstag in Rom seinen vorläufigen Höhepunkt. Zur neuen Präsidentin wurde die Spanierin Pilar Bellosillo gewählt, sie wurde als Beobachterin zu dem Zweiten Vatikanischen Konzil entsandt und nahm stellvertretend für etwa 36 Millionen Frauen an der feierlichen Konzilseröffnung teil.

### Kontinuität
1967 erfolgt die Anerkennung und die Aufnahme als internationale katholische Organisation durch den Päpstlichen Rat für die Laien. 1970 war die 15. Generalversammlung in Torhut (Belgien) mit dem Schwerpunkt „Bildung von Frauen“. 1974 wurde die 16. Generalversammlung in Dar es-Salaam (Tansania) abgehalten. Elizabeth Lovatt-Dolan aus Irland wurde zur Präsidentin gewählt. Die 17. Generalversammlung wurde 1979 in Bangalore (Indien) mit der Thematik „Frauen, Gerechtigkeit, Evangelisierung“ abgehalten, Elizabeth Lovatt-Dolan wurde als Präsidentin im Amt bestätigt. 1983 folgte die 18. Generalversammlung in Antigonish (Kanada), sie stand unter dem Thema „Frau: Identität - Entwicklung - neue Gemeinschaften“. Eleanor E. Aitken (Kanada) wurde zur Präsidentin gewählt. 1985 feierte die WUCWO ihren 75. Geburtstag in Köln. Auf der 19. Generalversammlung im Jahr 1987 in Roehampton (England), die unter dem Leitspruch „Förderung der Frauen - Bereicherung für alle“ steht, wurden mehrere Fachkommissionen und Arbeitsgruppen eingerichtet. Marie-Thérèse van Heteren-Hogenhuis (Niederlande) wurde zur Präsidentin gewählt. 1991 fand die 20. Generalversammlung in Guadalajara (Mexiko) statt, sie hatte zum Leitgedanken das Thema „Frauen und das Leben: Vision – Realität - Aktion“. Marie-Thérèse van Heteren-Hogenhuis wurde im Amt wiedergewählt. In Canberra (Australien) wurde 1996 mit 700 Teilnehmern die 21. Generalversammlung durchgeführt. Sie stand unter dem Schwerpunkt „Ich mache alles neu (Offb 21,5 ): Frauen, Versöhnung und Hoffnung“ und umfasste die Themen „Beseitigung von Gewalt gegen Frauen“, „Frauen und Gesundheit“, „Frauen und Entscheidungsfindung“. Maria Eugenia Díaz de Pfennich (Mexiko) wurde zur Präsidentin gewählt. 2001 stand in Rom die 22. Generalversammlung unter dem Beginn des neuen Jahrtausends. Maria Eugenia Díaz de Pfennich (Mexiko) wurde wiedergewählt. Das Thema der nachfolgenden 23. Generalversammlung in Arlington (Virginia) (USA) lautete 2006 „Selig sind die Friedensstifter“ (Mt 5,9 ). Die 24. Generalversammlung fand 2010 in Jerusalem statt, die 25. Jubiläumsversammlung im Oktober 2014 in Fátima (Portugal). Derzeit wird die Weltunion von Maria Giovanna Ruggieri (Italien) geleitet.

## Selbstverständnis
Die WUCWO als ein Bestandteil der christlichen Frauenbewegung setzt sich für die Gleichberechtigung der Frau ein. Ihr Arbeitsfeld ist die Frau in der Gesellschaft mit dem Schwerpunkt Leben in der Kirche. So fördert sie die Evangelisierung und unterstützt den Einsatz der Frauenorganisationen für die menschliche Entwicklung. Zu diesem Zweck begleitet sie Bildungsprogramme und verfolgt das Ziel, Frauen zur Bewältigung der heutigen Zeit zu befähigen. In diesem Rahmen arbeitet die WUCWO auf internationaler Ebene mit staatlichen, überstaatlichen und kirchlichen Organisationen und Verbänden zusammen und begleitet den ökumenischen und interreligiösen Dialog.

## Organisation und Verbreitung
Das oberste Leitungsorgan ist die Generalversammlung, sie findet im Intervall von vier bis fünf Jahren statt. Das oberste ausführende Organ ist der „Rat“, er besteht aus dem Exekutivkomitee und gewählten Delegierten. Das Exekutivkomitee besteht aus der Präsidentin, der stellvertretenden Präsidentin, der Generalsekretärin, der Finanzverwalterin und dem Kirchlichen Assistenten. Weitere Mitglieder sind die zuständigen Vizepräsidentinnen für Afrika, Asien und Pazifik, Europa, Lateinamerika und Karibik und Nordamerika, es wird im Jahreszyklus getagt. Darüber hinaus wurden ein ständiges Komitee und verschiedene Kommissionen und Arbeitsgruppen eingerichtet. Die WUCWO veröffentlicht regelmäßig Newsletter und publiziert die halbjährliche Zeitschrift „Voix de Femmes“. International vertritt die Weltunion (Stand 2006) 90 Mitgliedsorganisationen in 59 Ländern (Afrika, Asien, Europa, Nordamerika, Ozeanien und Südamerika). Ihren Hauptsitz unterhält die Union in Paris. Deutschland ist in der Weltunion bereits als Gründungsmitglied seit 1910 durch den Katholischen Deutschen Frauenbund (KDFB) vertreten.
Seit 2013 ist die argentinische Soziologin und Ordensfrau María Lía Zervino Präsidentin der Weltunion katholischer Frauenverbände.
Papst Franziskus ernannte sie am 13. Juli 2022 neben Raffaella Petrini und Yvonne Reungoat als eine von drei Frauen zum Mitglied für das Dikasterium für die Bischöfe.